# Олд Форт (Охајо)
Олд Форт (енгл. Old Fort) насељено је место без административног статуса у америчкој савезној држави Охајо.

## Демографија
По попису из 2010. године број становника је 186.
| Група             | 2000.    | 2010.       |
| Белци             | 0 (0,0%) | 172 (92,5%) |
| Афроамериканци    | 0 (0,0%) | 3 (1,6%)    |
| Азијати           | 0 (0,0%) | 0 (0,0%)    |
| Хиспаноамериканци | 0 (0,0%) | 10 (5,4%)   |
| Укупно            | 0        | 186         |